# Episodi di Skins (settima stagione)
La settima e ultima stagione della serie televisiva Skins è stata trasmessa nel Regno Unito dal 1º luglio al 5 agosto 2013 su E4.
In Italia è stata trasmessa sulla piattaforma TIMvision a partire dal 1º luglio 2014.
| nº | Titolo originale | Titolo italiano | Prima TV UK    | Prima TV Italia  |
| -- | ---------------- | --------------- | -------------- | ---------------- |
| 1  | Fire (Part 1)    | Fire (Parte 1)  | 1º luglio 2013 | 1º luglio 2014   |
| 2  | Fire (Part 2)    | Fire (Parte 2)  | 8 luglio 2013  | 1º luglio 2014   |
| 3  | Pure (Part 1)    | Pure (Parte 1)  | 15 luglio 2013 | 1º agosto 2014   |
| 4  | Pure (Part 2)    | Pure (Parte 2)  | 22 luglio 2013 | 1º agosto 2014   |
| 5  | Rise (Part 1)    | Rise (Parte 1)  | 29 luglio 2013 | 9 settembre 2014 |
| 6  | Rise (Part 2)    | Rise (Parte 2)  | 5 agosto 2013  | 9 settembre 2014 |

## Fire (Parte 1)
- Diretto da: Charles Martin
- Scritto da: Jess Brittain

### Trama
Effy ha 21 anni, si è trasferita a Londra dove lavora come assistente per una compagnia finanziaria e condivide un appartamento con Naomi. Il suo lavoro inizialmente è deprimente: fa fotocopie e consegna caffè. Quando una sera le viene chiesto da Victoria, la compagna del capo, Jake Abassi, di fare il resoconto mensile, Effy nota un errore. Dopo averglielo fatto presente il giorno successivo, Victoria finge che non sia una cosa importante. Ma pochi minuti dopo, durante la riunione, Victoria fa notare il medesimo errore, prendendosi ogni merito. Nel frattempo Naomi, disoccupata, non fa altro che fumare, bere e organizzare festini. Effy chiede a Dominic, ragazzo innamoratosi di lei che lavora nello stesso settore, di aiutarla a capire qualcosa in più di quel mondo. Il giorno successivo Jane, collega di Effy, dimentica di disdire una riunione indetta da Victoria, e Effy si offre di avvisare del disguido al suo posto. Anziché disdire però, Effy invita a pranzo il signor Stibbard, che già era arrivato nella compagnia per la riunione, dicendogli falsamente che Victoria le aveva dato il compito di occuparsi di questa. Nonostante il pranzo abbia avuto un esito positivo, Victoria, venuta a sapere di ciò, va su tutte le furie, ed Effy viene licenziata. Jake, però, visto il successo avuto dalla ragazza, decide di reintegrarla e oltretutto di promuoverla a trader, facendola occupare dunque dell'investimento di Stibbard. Dopo aver ricevuto una soffiata da Dominic, fa guadagnare più di un milione di sterline alla compagnia, conquistandosi l'apprezzamento di Jake, il quale la incarica di intrattenere Stibbard, sperando così in nuovi investimenti da parte sua. Effy è così concentrata sul suo lavoro da dimenticare di accompagnare Naomi dal medico, che voleva fare degli accertamenti riguardo ad alcune fitte che la tormentano, ma approfitta della serata in compagnia di Stibbard per andare a vedere il suo spettacolo di cabaret. Jake, nel frattempo, è completamente irretito da Effy, tanto da essere quasi geloso della sua uscita con Stibbard. Lo spettacolo di cabaret di Naomi ha un esito disastroso, così Stibbard, annoiatosi, invita anche lei al casinò. Qui Naomi osserva le carezze e le smancerie di Stibbard nei confronti di Effy, e, dopo averla presa da parte, la esorta a smettere, trovando ciò disgustoso e chiedendole di lasciare tutto e accompagnarla in un posto. Effy però rifiuta, perché ciò fa parte del suo lavoro, così Naomi va via da sola. Si reca in ospedale, dove in seguito ad una tac le viene diagnosticato il cancro (probabilmente alle ovaie o all'utero), per poi rivelarlo alla coinquilina. Il giorno successivo Effy si reca al lavoro, dove si concede a Jake.

## Fire (Parte 2)
- Diretto da: Charles Martin
- Scritto da: Jess Brittain

### Trama
La relazione tra Effy e Jake procede a gonfie vele, un po' meno gli affari della compagnia finanziaria. Emily, nel frattempo, torna in Inghilterra per un paio di giorni, ignorando la malattia di Naomi, che non vuole rivelarle nulla per non farla soffrire e per non farle interrompere il tirocinio a cui stava partecipando a New York. La ragazza è infatti convinta che sarebbe presto guarita grazie alle radioterapie. Nonostante il disappunto di Effy, Emily riparte inconsapevole della situazione. Mark, collega di Effy, cerca di metterle in ogni modo i bastoni tra le ruote, insinuando che deve il suo incarico da trader solo alla relazione con il capo, e che non ha alcuna abilità nel campo. Oltretutto Jake, venuto a sapere che il precedente successo finanziario di Effy era dovuto ad un aiuto esterno, la esorta a chiederne un altro, essendo la sua compagnia sempre più in crisi. Tutto ciò la conduce ancora una volta a chiedere l'aiuto di Dominic, che però si rifiuta, non volendo infrangere la legge una seconda volta. Dopo il lavoro, Effy si reca in ospedale, dove Naomi avrebbe ricevuto gli esiti della radioterapia. Il responso del medico è disastroso: i miglioramenti sono pressoché inesistenti, e deve dunque ricorrere alla chemioterapia. Effy non è in grado di dire alcuna parola di conforto alla ragazza, che al contrario trova in Dominic un buon amico. Il ragazzo, nonostante i suoi precedenti propositi, essendo sempre più innamorato di Effy, decide di darle un'altra soffiata, consentendole di far risalire economicamente la compagnia. Grazie alle grandi entrate, anche i guadagni di Effy aumentano, tanto da potersi permettere un nuovo e lussuoso appartamento, condiviso anche stavolta con Naomi, che all'arrivo dell'inverno manifesta palesemente i segni della chemio. Mark, che stava tenendo d'occhio le azioni lavorative di Effy, fa partire alcune indagini sulla ragazza da parte dell'FSA, l'autorità finanziaria, che la contatta per un incontro. Effy chiede consiglio a Jake, che la esorta a negare ogni accusa, ritenendo che mai avrebbero potuto incriminarla per assenza di prove. Al rientro a casa, Effy trova Naomi in condizioni terribili: è bollente e vomita di continuo. La ragazza chiede l'aiuto di Dominic, il quale immediatamente giunge in soccorso, facendo ristabilizzare Naomi e rimanendo per la notte. Il giorno successivo, Effy si presenta all'incontro, e vede che colei che si sta occupando del suo caso è Victoria, che, dopo la rottura con Jake, ha trovato lavoro nella FSA. Al termine dell'incontro, la ragazza viene a sapere da Dominic che una sempre più devastata Naomi è stata ricoverata in ospedale, e che neanche la chemio stava avendo esiti positivi. Effy avvisa inoltre Dominic riguardo alle indagini che presto avrebbero coinvolto anche lui. Dominic non riesce a credere che la ragazza stia pensando al lavoro in un momento così delicato per Naomi, e va via dall'ospedale irritato. Quella stessa notte, il ragazzo giunge iracondo in casa di Effy, rivelandole che la FSA gli aveva sequestrato il pc, e dando a lei la colpa della situazione. Effy riesce a far calmare il ragazzo baciandolo. Il giorno successivo, Effy al lavoro viene sottoposta a nuove indagini, e durante queste Jake afferma che nessun altro membro della compagnia era coinvolto nel fatto oltre la ragazza. Effy, ascoltando Jake, resta enormemente delusa, in quanto credeva che si sarebbe assunto le sue responsabilità, reputando seria la loro relazione. Successivamente si reca in ospedale, dove Naomi la rimprovera di non esserle mai stata accanto e di non aver mai fatto nulla per lei. Effy decide dunque di prendere in mano la situazione: avvisa Emily della malattia e in un incontro con Victoria rivela che Jake era consapevole delle soffiate, riuscendo inoltre a far tener fuori Dominic dalla vicenda. Emily, tornata nuovamente, rimprovera Effy di non averla avvisata prima e di averla quindi privata di preziosi momenti di vita della sua ragazza, ormai prossima alla morte, mentre Victoria la convince a scrivere una dichiarazione di accusa su Jake, in quanto complice. Effy è comunque destinata alla prigione per truffa, ma è riuscita a riparare il riparabile di quella critica situazione.

## Pure (Parte 1)
- Diretto da: Paul Gay
- Scritto da: Bryan Elsley

### Trama
Cassie ha 23 anni, vive in un piccolo appartamento a Londra e lavora in un bar. La sua vita qui non è facile, perché molto spesso non riesce a dormire a causa delle feste organizzate dagli inquilini del condominio in cui si trova, il lavoro non è il massimo e lei è terribilmente sola. Riceve molte chiamate dal fratellino e dal padre, distrutto per la morte della moglie. Cassie decide di passare una notte con Yaniv, un ragazzo interessato a lei con il quale lavora, pur manifestandogli di non essere interessata ad alcuna relazione, in quanto cercava esclusivamente compagnia per quella notte. Un giorno al lavoro viene a sapere da una ragazza che le sono state scattate a sua insaputa delle foto, diventate molto famose sul web, in diverse circostanze: mentre era al lavoro, per strada e alla finestra della sua camera. Cassie è molto preoccupata, e cerca in Maddy, ragazza che vive nel suo stesso palazzo, conforto per la situazione. Durante la loro conversazione, Cassie rivela inoltre gli eventi che hanno fatto seguito all'epilogo della seconda stagione: dice di aver viaggiato molto con un ragazzo (la quale identità viene celata, ma che risulta palese essere Sid) ma di aver interrotto la relazione, perché se non fosse terminata sarebbe durata per sempre. Dopo un po' di riflessioni, Cassie capisce che le foto le sono state scattate da un edificio disabitato che si trova di fronte a casa sua. La ragazza riesce ad entrarci e scopre che chi la fotografa è un altro suo collega, Jakob, innamoratosi di lei. Cassie si infuria e gli strappa via la macchina fotografica. Poi però capisce che il ragazzo non aveva cattive intenzioni, e che quelle foto riuscivano ad esprimere più di ogni altra cosa la sua personalità. Cassie così accetta le scuse del collega e decide di farsi fotografare ancora.

## Pure (Parte 2)
- Diretto da: Paul Gay
- Scritto da: Bryan Elsley

### Trama
Cassie decide di farsi fotografare da Jakob in spiaggia, nei pressi della casa dove il padre vive con il fratellino Ruben. I due sono felicissimi di rivederla, ma Cassie non può fare a meno di notare che il padre è completamente devastato per la morte di sua madre e il fratellino è allo sbando: sono infatti mesi che non viene accompagnato a scuola. Al ritorno in città, Cassie decide di accompagnare Maddy ad un'uscita di gruppo in discoteca. Qui vede che sulle pareti vengono proiettate le sue foto, segno di quanto stesse riscuotendo successo sul web. Il giorno successivo, al bar in cui lavora, si presenta nuovamente la ragazza che l'aveva portata a conoscenza di quegli scatti, la quale le rivela che un famoso fotografo era interessato a lei. Si reca dunque presso gli studi, dove posa per un servizio fotografico professionale. Il giorno successivo si reca da Jakob, facendogli intuire di aver fatto degli scatti con un altro fotografo, destando quindi una terribile gelosia nel ragazzo, che porta Cassie ad allontanarsi da lui. I giorni successivi Yaniv tenta di riavvicinarsi a Cassie, provando dei sentimenti nei suoi confronti, e la ragazza, soffrendo sempre molto la solitudine, accetta di passare del tempo con lui dopo il lavoro. Essendo scoppiato un temporale, i due si recano in casa di Yaniv, scambiandosi un bacio sull'uscio che viene visto e immortalato in una foto da Jakob, che invierà prontamente sul telefono cellulare di Cassie. La foto viene vista da Yaniv, il quale va su tutte le furie, raggiunge Jakob e inizia a malmenarlo. Grazie all'intervento di Cassie la lite cessa, ma la ragazza sente sempre più l'esigenza di dare una svolta alla sua vita, in particolar modo dopo essere venuta a conoscenza il giorno successivo che Maddy e Yaniv avevano abbandonato la città. Dopo aver ricevuto la visita del padre e del fratellino, viene a sapere che l'uomo ha intenzione di trasferirsi in Italia per liberarsi dalla sua depressione. Cassie, per il bene di tutti, propone dunque al padre di partire da solo e di prendersi cura lei del piccolo, a partire da un taglio di capelli. Trova così un senso alla sua vita e una liberazione dalla sua solitudine.

## Rise (Parte 1)
- Diretto da: Jack Clough
- Scritto da: Jamie Brittain

### Trama
Cook ha 21 anni, fa lo spacciatore di droga a Manchester e non ha una residenza: un'automobile, necessaria soprattutto per il lavoro, è infatti la sua casa. Ha una ragazza, Emma, che lavora in una pompa di benzina, la quale sa poco di lui. Il ragazzo cerca infatti di non parlare del suo passato e di celare la sua personalità, avendo dei fantasmi che lo perseguitano. Cook sta alle dipendenze di Louie, ragazzo benestante che gestisce i suoi traffici. Un giorno, Louie dà a Cook un incarico diverso dal solito: gli chiede infatti di scarrozzare per la città Charlie, la sua ragazza, essendo lui impegnato per l'organizzazione di un party. Cook rimane inevitabilmente attratto da lei, disinibita e sicura di sé. L'accompagna a visitare un appartamento, nel quale lei e Louie avevano intenzione di convivere, e qui Charlie cerca di flirtare con Cook, il quale però la respinge. Poco dopo la ragazza chiede a Cook di lasciarla in un posto insolito. Incuriosito da questi strani comportamenti, e avendo notato che Louie nutriva gelosie e dubbi su di lei, si confida con Jason, un suo collega, il quale rimane piuttosto interdetto. Il giorno successivo, Cook accompagna Charlie ad un atelier, dove la ragazza acquista il vestito per il party di quella sera, e qui aumenta l'interesse tra i due. Cook si reca al party con Emma, ma non fa altro che cercare Charlie con lo sguardo, cosa che Emma nota. Essendosi sballato, ed essendo uscito a prendere aria, Cook sente delle strane grida provenienti da una strada vicina. Si reca lì e trova Charlie e Jason in intimità. Jason picchia Cook con violenza, che viene poi soccorso da Emma, la quale chiede al suo ragazzo di fuggire da quella città in quel preciso momento. Cook accetta, ma riceve nello stesso istante la chiamata di Charlie che gli chiede di vedersi, lasciando dunque Emma con un pugno di mosche in mano. Recatosi da Charlie, la ragazza lo spinge ad essere se stesso con lei e a confidarsi. Cook rivela di aver ucciso un uomo in passato, il dottor Foster, e successivamente tra i due si consuma un rapporto sessuale. Durante questo, Cook riceve una telefonata di Louie, che lo esorta a recarsi con Charlie nel nuovo appartamento. I due si recano lì, dove erano già presenti Louie, un suo uomo e Jason. Qui Louie fa uccidere dal suo uomo, davanti agli occhi increduli di tutti, Jason, avendo scoperto del suo rapporto con Charlie. Cook, temendo il peggio visto il rapporto che aveva consumato a sua volta con Charlie, si reca immediatamente in casa di Emma, la quale accetta di abbandonare la città insieme a lui a patto di venire finalmente a conoscenza della sua storia. Una volta partiti, Cook riceve la chiamata di Charlie, la quale, palesemente spaventata e agitata, gli chiede di andarla a prendere. Nonostante la disapprovazione di Emma, Cook torna indietro per recarsi dalla ragazza.

## Rise (Parte 2)
- Diretto da: Jack Clough
- Scritto da: Jamie Brittain

### Trama
Dopo essere fuggito da Manchester con Emma e Charlie, Cook guida per tutta la notte fino ad arrivare alla casa delle vacanze dei genitori di Emma nel Midlands. Riescono ad entrare con la chiave di riserva, ma all'interno di questa ci sono a sorpresa il padre e la madre della ragazza. I ragazzi decidono dunque di rimanere solo un paio di giorni. Prima di andare a dormire, Emma chiede a Charlie se sia andata veramente a letto con Cook, e in seguito alla risposta affermativa, Emma va da lui per chiedergli esattamente cosa sia successo. Cook si scusa rivelandole che era successo una sola volta, e i due iniziano a baciarsi. Emma, però, percepisce che Cook è più attratto da Charlie e se ne va prima di concludere un rapporto sessuale. Il giorno dopo i ragazzi vanno a pranzo fuori con i genitori di Emma, e nel locale Cook ha una rissa con un uomo, che spinge i genitori di Emma a lasciare soli i ragazzi, andando via dalla casa. Poco prima che questi vadano via, Louie arriva inaspettatamente, dopo aver rintracciato l'auto di Cook grazie ad un sistema anti-furto. Il ragazzo cerca di convincere Charlie a tornare a casa con lui, ma lei rifiuta, ricordandogli che ha ucciso un uomo. Apparentemente sconsolato, torna alla sua auto e se ne va. Cook non è convinto dall'atteggiamento del ragazzo, e ordina alle ragazze di fare i bagagli e di andare via da quella casa non più sicura. I tre iniziano dunque a camminare sotto la neve per allontanarsi. Durante il percorso vedono l'auto dei genitori di Emma, abbandonata e fuori strada. Cook nota inoltre che il fucile del padre della ragazza non è più nell'auto e ipotizza che Louie l'abbia preso. Non reputando più prudente camminare per strada, si addentra con le ragazze nel bosco vicino. Poco dopo, Cook lascia sole le ragazze per andare alla ricerca dei genitori di Emma, la quale è agitata e spaventata per la loro sorte. Tornato vicino alla strada, ascolta la voce di Louie seguita da due colpi di pistola, probabilmente rivolti ai genitori di Emma. Torna dunque velocemente dalle ragazze, e continuano la fuga. Trovano poi un piccolo rifugio di legno dove stare per la notte, in quanto Emma è ormai preda di crisi di panico. Charlie le dà alcuni sedativi che la fanno tranquillizzare e addormentare. Mentre aspettano l'alba, Charlie consiglia a Cook un modo per uccidere Louie, che però non viene condiviso dal ragazzo, in quanto non vuole più uccidere uomini dopo l'esperienza del dottor Foster che l'ha lasciato vuoto. Successivamente, Charlie esorta Cook a scegliere lei anziché Emma, e i due si baciano. Alle prime ore del mattino, Cook si sveglia e non trova Emma. Esce dunque dal rifugio e agitato grida il suo nome, iniziando a cercarla insieme a Charlie. La loro ricerca li conduce in un campo innevato, dove vedono in lontananza Louie e Emma, ormai morta impiccata. Charlie crolla in lacrime, mentre Cook inizia a dirigersi verso Louie, che tira fuori il fucile del padre di Emma, pronto a sparargli. Cook riesce però a spiazzarlo, rivelandogli di aver avuto un rapporto con Charlie, e distraendolo riesce a colpirlo. I due iniziano a picchiarsi, e nella lotta Cook ha la meglio. Afferra il fucile, pronto a sparargli sul volto. Charlie lo esorta a premere il grilletto, ma, dopo un attimo di riflessione, Cook decide di non uccidere un'altra persona, e spara l'ultimo colpo in aria. Poco dopo, Cook sveglia Louie e lo informa dell'arrivo imminente della polizia, alla quale avrebbe poi dovuto rivelare i suoi omicidi. Esorta poi Charlie a guidare fino a sera, abbandonare l'auto e scomparire per sempre, dicendole inoltre che non si sarebbero mai più rivisti. Si avvicina triste al corpo esanime di Emma e si accovaccia su di esso, per poi riprendere il cammino e fuggire per l'ennesima volta.